# Appropedia
Appropedia ist ein Wiki, das dazu dient, gemeinsam Lösungen in den Bereichen Nachhaltigkeit, Armutsbekämpfung und Entwicklungszusammenarbeit zu erarbeiten. Dabei liegt der Fokus auf angepasster Technologie und dem Austausch von Wissen über konkrete Projekte sowie deren Dokumentation als Open Hardware.
Appropedia wird vor allem von Menschen und Organisationen genutzt, die im Bereich der nachhaltigen Entwicklung arbeiten. Es wird außerdem in der Unterrichtsmethode Service Learning eingesetzt, z. B. im Sprachunterricht und in der Ingenieursausbildung.
Als Software kommt MediaWiki zum Einsatz. Momentan existieren circa 8500 Artikel (Stand: 2. August 2020). Davon sind die meisten in englischer Sprache geschrieben.

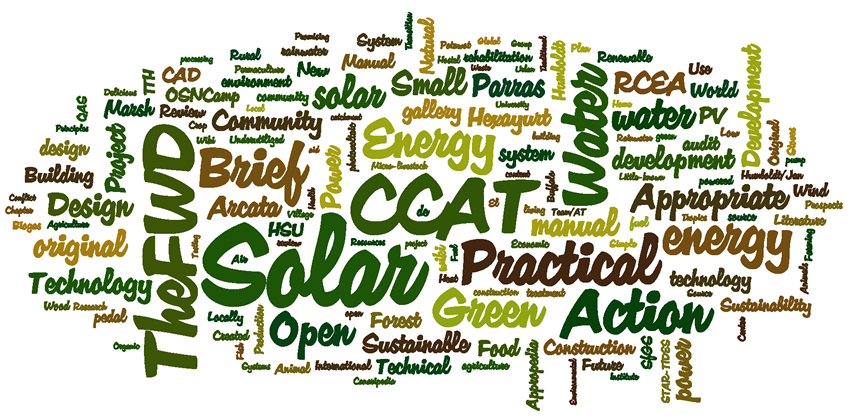
Appropedia Wortwolke erstellt aus den 5.000 populärsten Seiten.

Die Vision des Wikis ist es, dass die gesamte Menschheit zusammenarbeiten kann, um ein erfülltes und nachhaltiges Leben zu ermöglichen. Appropedia bietet dafür eine Infrastruktur und hilft beim Zusammenschluss verschiedener Individuen und Organisationen. Der Austausch von Wissen soll es ermöglichen, auf frühere Versuche zurückzugreifen, sodass Anstrengungen und Fehler nicht wiederholt werden müssen. Das Motto von Appropedia lautet Sharing knowledge to build rich, sustainable lives (in etwa: Wissen austauschen, um erfüllt und nachhaltig zu Leben).

## Inhalte
Appropedia eignet sich zum Beispiel für folgende Inhalte:
- Projekte (Anleitungen, Erfahrungsberichte)
- Best practices im Bereich Nachhaltigkeit und Entwicklung
- Seiten zum gemeinsamen Lösen von Problemen
- Informationen, Tabellen, Diagramme
- Designs, Fotografien und Illustrationen
- Links und Informationen zu Organisationen

## Entstehung
Appropedia wurde im April 2006 von Lonny Grafman online gestellt. Dabei bekam er Hilfe von Aaron Antrim, Gabriel Krause und später von Curt Beckmann.
Im Dezember 2006 schloss sich Appropedia mit WikiGreen zusammen. Dadurch wuchs die Menge an Artikeln stark an. Unter anderem wurden die Rechte für viele Publikationen und Inhalte aus CD3WD (CDs for the 3rd World) übertragen.
Später wurden Inhalte aus folgenden anderen Quellen importiert:
- Mehrere Seiten aus dem International Rivers Network[9]
- Mehrere Seiten von Demotech[10]
- Über 100 Artikel von der Seite Practical Action[11]
- Im März 2007 wurden die Inhalte des Wikis der Organisation Village Earth[12] zur Appropedia hinzugefügt
- Ebenfalls im März 2007 wurden die Inhalte des How To Live Wiki hinzugefügt. Der Betreiber Vinay Gupta trat dabei dem Appropedia Team bei.
- Mitte 2007 trat das Sgoals Wiki der Appropedia bei
- Im Januar 2008 kam das Students for Global Sustainability Wiki dazu[13]
- Im April 2008 wurde CCAT (Campus Center for Appropriate Technology)[14] Partner der Appropedia

Seit 2012 wird die Semantic-MediaWiki-Erweiterung eingesetzt.

## Nutzung als Quelle
Folgende Paper und Bücher nutzen Informationen aus der Appropedia als Quellmaterial:
1. Kreye, Melissa M. "Metal accumulation in gill epithelium and liver tissue in steelhead (Oncorhynchus mykiss) reared in reclaimed wastewater", Thesis (M.S.) – Humboldt State University, Natural Resources: Wastewater Utilization Program, 2008.
2. Urmila Balasubramaniyam, Llionel S. Zisengwe, Niccoló Meriggi, Eric Buysman,  Biogas production in climates with long cold winters (PDF; 1,9 MB), Wageningen, May 2008.
3. James A. West and Margaret L. West, "Using Wikis for Online Collaboration: The Power of the Read-Write Web", Jossey-Bass (December 15, 2008).